# Aire d'attraction de Lannemezan
L'aire d'attraction de Lannemezan est un zonage d'étude défini par l'Insee pour caractériser l’influence de la commune de Lannemezan sur les communes environnantes. Publiée en octobre 2020, elle se substitue à l'aire urbaine de Lannemezan, qui comportait 12 communes dans le dernier zonage qui remontait à 2010.

## Définition
L’aire d’attraction d'une ville est composée d’un pôle, défini à partir de critères de population et d’emploi ainsi que d’une couronne constituée des communes dont au moins 15 % des actifs travaillent dans le pôle. Le pôle d’attraction constitue ainsi un point de convergence des déplacements domicile-travail,.

## Type et composition
L’aire d'attraction de Lannemezan est une aire inter-départementale qui comporte 65 communes : 62 situées dans les Hautes-Pyrénées et 3 dans la Haute-Garonne (Cazaril-Tambourès, Lécussan et Villeneuve-Lécussan).
Elle est catégorisée dans les aires de moins de 50 000 habitants, une catégorie qui regroupe 16,6 % de la population d'Occitanie et 12,2 % au niveau national.

### Carte

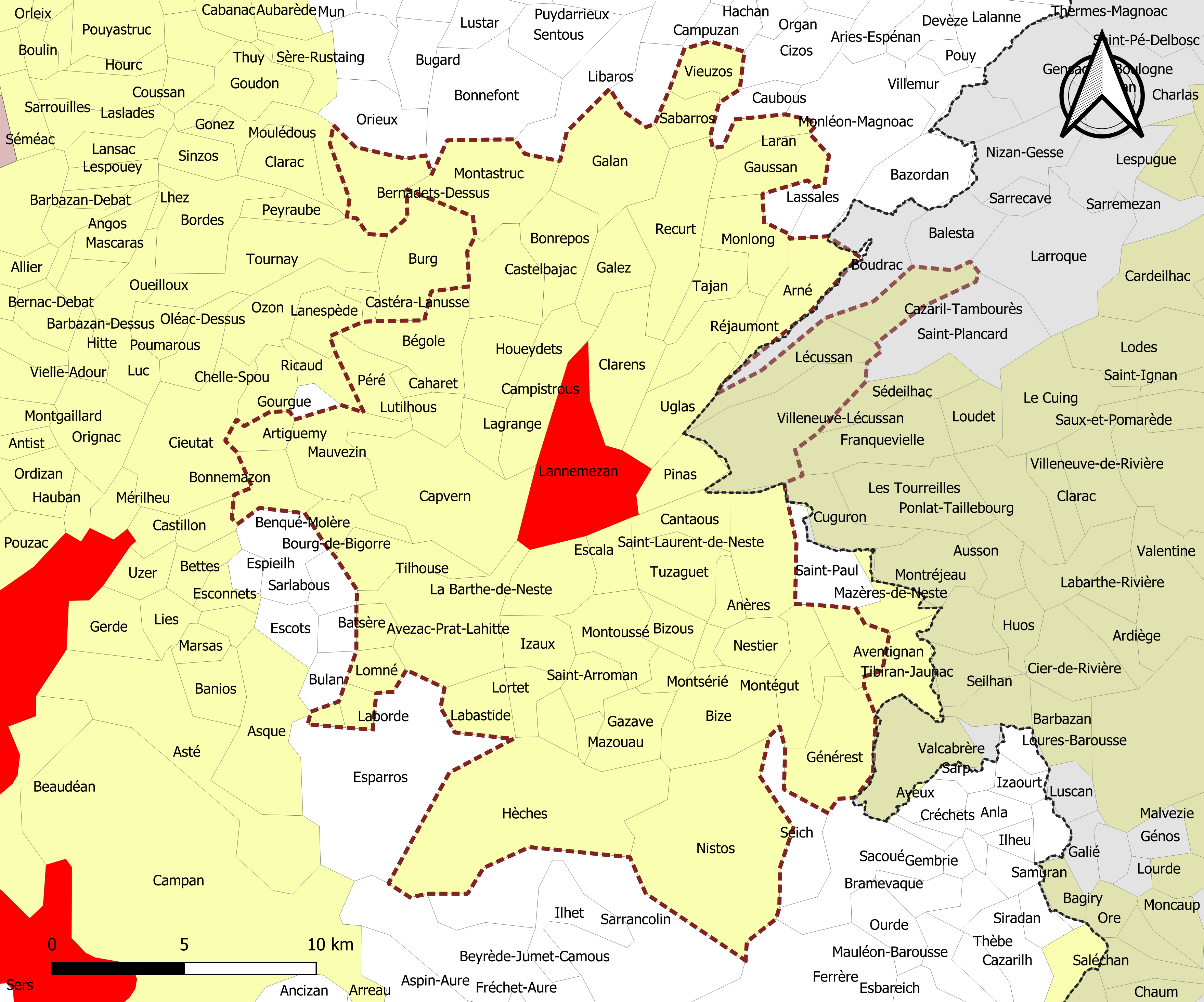
Carte de l'aire d'attraction de Lannemezan.
Commune-centre
Commune de la couronne

### Composition communale
| Catégorie               | Département     | Communes | Communes |
| Catégorie               | Département     | Nombre   | Libellé |
| ----------------------- | --------------- | -------- | --- |
| Commune-centre          | Hautes-Pyrénées | 1        | Lannemezan. |
| Communes de la couronne | Hautes-Pyrénées | 61       | Anères, Arné, Arrodets, Artiguemy, Aventignan, Avezac-Prat-Lahitte, La Barthe-de-Neste, Bazus-Neste, Bégole, Benqué-Molère, Bernadets-Dessus, Bize, Bizous, Bonnemazon, Bonrepos, Caharet, Campistrous, Capvern, Castelbajac, Clarens, Escala, Espèche, Galan, Galez, Gaussan, Gazave, Générest, Hautaget, Hèches, Houeydets, Izaux, Labastide, Laborde, Lagrange, Laran, Lombrès, Lomné, Lortet, Lutilhous, Mauvezin, Mazouau, Monlong, Montastruc, Montégut, Montoussé, Montsérié, Nestier, Nistos, Péré, Pinas, Recurt, Réjaumont, Sabarros, Saint-Arroman, Saint-Laurent-de-Neste, Tajan, Tilhouse, Tuzaguet, Uglas, Vieuzos, Cantaous. |
| Communes de la couronne | Haute-Garonne   | 3        | Cazaril-Tambourès, Lécussan, Villeneuve-Lécussan. |